# Lobelia dortmanna
Espèce
Statut de conservation UICN

 LC  : Préoccupation mineure
Classification APG III (2009)
La Lobélie de Dortmann (Lobelia dortmanna) est une espèce de plantes herbacées de la famille des Campanulaceae.

## Description
Plante semi-aquatique, exondée une partie de l'été.

## Statut de protection
Cette espèce est inscrite sur la liste des espèces végétales protégées sur l'ensemble du territoire français métropolitain en Annexe 1.